# Safia irresoluta
Safia irresoluta är en fjärilsart som beskrevs av Walker 1858. Safia irresoluta ingår i släktet Safia och familjen nattflyn. Inga underarter finns listade.